# Ptychopseustis
Ptychopseustis is een geslacht van vlinders van de familie van de grasmotten (Crambidae), uit de onderfamilie van de Glaphyriinae. De wetenschappelijke naam van dit geslacht is voor het eerst voorgesteld door Edward Meyrick in een publicatie uit 1889.

## Soorten
- P. abyssinica D. J. L. Agassiz, 2022
- P. amoenella (Snellen, 1880)
- P. argentisparsalis (Hampson, 1896)
- P. baringensis D. J. L. Agassiz, 2022
- P. beccarii D. J. L. Agassiz, 2022
- P. brunneoflavalis D. J. L. Agassiz, 2022
- P. butleri D. J. L. Agassiz, 2022
- P. calamochroa (Hampson, 1919)
- P. catherinae D. J. L. Agassiz, 2022
- P. conisphoralis (Hampson, 1919)
- P. eutacta (Turner, 1908)
- P. fuscalis D. J. L. Agassiz, 2022
- P. fuscivenalis (Hampson, 1896)
- P. ictericalis (Swinhoe, 1885)
- P. impar (Warren & Rothschild, 1905)
- P. lophopedalis (Joannis, 1927)
- P. lucipara Mey, 2011
- P. maesi D. J. L. Agassiz, 2022
- P. molybdogramma (Hampson, 1919)
- P. pallidochrealis Yamanaka, 2004
- P. plumbeolinealis (Hampson, 1896)
- P. schmitzi Mey, 2011
- P. sharporum D. J. L. Agassiz, 2022
- P. sinualis D. J. L. Agassiz, 2022
- P. suffusalis D. J. L. Agassiz, 2022
- P. umbroterminalis D. J. L. Agassiz, 2022
- P. undulalis (Hampson, 1919)